# Her First Dance
Her First Dance is een muziekalbum van de Oekraïense pianist Misha Alperin. De muziek bestaat uit een combinatie van jazz en kamermuziek; hij past daarom goed in de "stal" van ECM Records. Het album is opgenomen in Lugano in het Auditorio Radio Svizzera.

## Musici
- Misha Alperin – piano
- Arkady Shilkloper – waldhoorn, flugelhorn
- Anja Lechner – cello.

## Composities
Allen door Alperin, behalve waar aangegeven
1. Vayan (6:12)
2. Her first dance (5:16)
3. A new day (3:23)
4. April in februari (2:39)
5. Jump (3:24)
6. Tiflis (6:00)
7. Lonely in white (4:28)
8. Frozen tears (5:25)
9. The russian song (4:31)(Alperin/Shilkloper)
10. Via Dolorosa (7:21)